# Michon (gastronomie)
Pour les articles homonymes, voir Michon.
Le michon est un plat du Jura.
C'est une pâte faite de farine de blé, de comté coupé en tranches, d'eau ou de lait et de sel cuite à la poêle sur les deux faces.